# Deli Anikó
Deli Anikó (Baja, 1979. augusztus 13. –) magyar válogatott labdarúgó, középpályás poszton, futsaljátékos és labdarúgóedző.

## Sportpályafutása

### Klubcsapatban
2005-ig az MTK labdarúgója volt. Itt mutatkozott be az élvonalban és egy bajnoki címet és kupa győzelmet szerzett az együttessel. 2005-ben a Ferencváros női csapatának alapító tagja volt. 2009-ig szerepelt a zöld-fehéreknél. Labdarúgó edzőként a legkisebbekkel kezdett foglalkozni és az FTC junior csapatainál dolgozik. Továbbá 2012 óta szövetségi edző az U17-es magyar női labdarúgó-válogatott mellett.

### A válogatottban
2005 és 2006 között négy alkalommal szerepelt a válogatottban.

## Sikerei, díjai
- Magyar bajnokság
  - bajnok: 2004–05
  - 2.: 1999–00
  - 3.: 2008–09
- Magyar kupa
  - győztes: 2005
- NB II
  - bajnok: 2001–02
  - gólkirály: 2001–02 (21 gól)

## Statisztika

### Mérkőzései a válogatottban
| Magyarország | Magyarország      | Magyarország             | Magyarország | Magyarország | Magyarország  | Magyarország | Magyarország | Magyarország |
| #            | Dátum             | Helyszín                 | Hazai        | Eredmény     | Vendég        | Kiírás       | Gólok        | Esemény      |
| ------------ | ----------------- | ------------------------ | ------------ | ------------ | ------------- | ------------ | ------------ | ------------ |
| 1.           | 2005. március 19. | Tapolca                  | Magyarország | 0 – 4        | Lengyelország | barátságos   | -            |              |
| 2.           | 2005. április 12. | Kisudvarnok              | Szlovákia    | 2 – 1        | Magyarország  | barátságos   | -            | 46'          |
| 3.           | 2005. április 13. | Győr, Integral-DAC pálya | Magyarország | 2 – 0        | Szlovákia     | barátságos   | -            | 65'          |
| 4.           | 2006. március 7.  | Szenc                    | Szlovákia    | 3 – 2        | Magyarország  | barátságos   | -            |              |
|              | Összesen          |                          |              | 4            | mérkőzés      |              | 0            | gól          |